# Dylan Armstrong
Dylan Armstrong (Kamloops, Brit Columbia, 1981. január 15. –) világbajnoki ezüstérmes kanadai atléta, súlylökő. 22,21 méterrel szabadtéren, 21,39 méterrel pedig fedett pályán tart kanadai rekordot.

## Pályafutása
Pályafutása kezdetén kalapácsvető volt. A 2000-es junior világbajnokságon ezüstérmet szerzett, egy évvel később pedig még ebben a számban szerepelt első felnőtt világbajnokságán, Edmontonban.
A 2007-es oszakai világbajnokságon már súlylökésben indult. Döntőig jutott, ahol 20,23-as eredménnyel a kilencedik lett. Ebben az évben győzött a pánamerikai játékokon. 2008-ban szerepelt első alkalommal az olimpiai játékokon. Pekingben mindössze egy centiméterrel maradt le a bronzéremről; Andrej Mihnyevics mögött negyedikként zárt.
2010-ben győzött a nemzetközösségi játékokon, 2011-ben pedig a német David Storl mögött ezüstérmes volt a tegui világbajnokságon.

## Egyéni legjobbjai
| Versenyszám   | Eredmény       | Helyszín  | Dátum             |
| Szabadtér     | Szabadtér      | Szabadtér | Szabadtér         |
| ------------- | -------------- | --------- | ----------------- |
| Súlylökés     | 22,21 méter NR | Calgary   | 2011. június 25.  |
| Diszkoszvetés | 54,60 méter    | Montréal  | 2000. július 18.  |
| Kalapácsvetés | 71,51 méter    | Walnut    | 2003. április 19. |
| Fedett        |                |           |                   |
| Súlylökés     | 21,39 méter NR | Doha      | 2010. március 13. |

magyarázat: NR = nemzeti rekord